# Lijst van Duitse ministers van Financiën
Dit is een lijst van Duitse ministers van Financiën.

## Secretarissen-generaal voor Financiën[1]
- 1880-1882: Adolf Heinrich Wilhelm Scholz
- 1882-1886: Franz Emil Emanuel von Burchard
- 1886-1888: Karl Rudolf Jacobi
- 1888-1893: Helmuth von Maltzahn
- 1893-1897: Arthur von Posadowsky-Wehner
- 1897-1903: Max Franz Guido von Thielmann
- 1903-1908: Hermann von Stengel
- 1908-1909: Reinhold Sydow
- 1909-1912: Adolf Wermuth
- 1912-1915: Hermann Kühn
- 1915-1916: Karl Helfferich
- 1916-1918: Siegfried von Roedern

## Rijksministers van Financiën van deWeimarrepubliek(1919–1933)
| Nr.   | Rijksminister van Financiën       | Rijksminister van Financiën | Rijksminister van Financiën           | Ambtstermijn                | Ambtstermijn     | Partij(en)                   | Rijks- kanselier(s)        | Kabinet(ten)  |
| ----- | --------------------------------- | --------------------------- | ------------------------------------- | --------------------------- | ---------------- | ---------------------------- | -------------------------- | ------------- |
| 1     |                                   | Eugen Schiffer              | Eugen Schiffer (1860–1954)            | 13 februari 1919            | 19 april 1919    | DDP                          | Philipp Scheidemann (1919) | Scheidemann   |
| 2     |                                   | Bernhard Dernburg           | Bernhard Dernburg (1865–1937)         | 19 april 1919               | 20 juni 1919     | DDP                          | Philipp Scheidemann (1919) | Scheidemann   |
| 3     |                                   | Matthias Erzberger          | Matthias Erzberger (1875–1921)        | 20 juni 1919                | 27 maart 1920    | DZ                           | Gustav Bauer (1919–1920)   | Bauer         |
| 4     |                                   | Joseph Wirth                | Joseph Wirth (1879–1956)              | 27 maart 1920               | 22 oktober 1921  | DZ                           | Hermann Müller (1920)      | Müller I      |
| 4     | Constantin Fehrenbach (1920–1921) | Joseph Wirth                | Joseph Wirth (1879–1956)              | 27 maart 1920               | 22 oktober 1921  | DZ                           | Fehrenbach                 |               |
| 4     | Joseph Wirth (1921–1922)          | Joseph Wirth                | Joseph Wirth (1879–1956)              | 27 maart 1920               | 22 oktober 1921  | DZ                           | Wirth I                    |               |
| 5     | Joseph Wirth (1921–1922)          |                             | Andreas Hermes                        | Andreas Hermes (1878–1964)  | 26 oktober 1921  | 13 augustus 1923             | DZ                         | Wirth I       |
| 5     | Wilhelm Cuno (1922–1923)          | Cuno                        | Andreas Hermes                        | Andreas Hermes (1878–1964)  | 26 oktober 1921  | 13 augustus 1923             | DZ                         |               |
| 6     |                                   | Rudolf Hilferding           | Rudolf Hilferding (1877–1941)         | 13 augustus 1923            | 1 oktober 1923   | SPD                          | Gustav Stresemann (1923)   | Stresemann I  |
| 7     |                                   | Hans Luther                 | Hans Luther (1879–1962)               | 1 oktober 1923              | 15 januari 1925  | O                            | Gustav Stresemann (1923)   | Stresemann II |
| 7     | Wilhelm Marx (1923–1925)          | Hans Luther                 | Hans Luther (1879–1962)               | 1 oktober 1923              | 15 januari 1925  | O                            | Marx I                     |               |
| 7     | Wilhelm Marx (1923–1925)          | Hans Luther                 | Hans Luther (1879–1962)               | 1 oktober 1923              | 15 januari 1925  | O                            | Marx II                    |               |
| 8     |                                   | Otto von Schlieben          | Otto von Schlieben (1875–1932)        | 15 januari 1925             | 23 oktober 1925  | DNVP                         | Hans Luther (1925–1926)    | Luther I      |
| [ 3 ] |                                   | Hans Luther                 | Hans Luther (1879–1962)               | 23 oktober 1925             | 20 januari 1926  | O                            | Hans Luther (1925–1926)    | Luther I      |
| 9     |                                   |                             | Peter Reinhold (1887–1955)            | 20 januari 1926             | 16 december 1926 | DDP                          | Hans Luther (1925–1926)    | Luther II     |
| 9     | Wilhelm Marx (1926–1928)          | Marx III                    | Peter Reinhold (1887–1955)            | 20 januari 1926             | 16 december 1926 | DDP                          |                            |               |
| 10    | Wilhelm Marx (1926–1928)          |                             | Heinrich Köhler                       | Heinrich Köhler (1878–1949) | 27 januari 1927  | 12 juni 1928                 | DZ                         | Marx III      |
| (6)   |                                   | Rudolf Hilferding           | Rudolf Hilferding (1877–1941)         | 12 juni 1928                | 21 december 1929 | SPD                          | Hermann Müller (1928–1930) | Müller II     |
| 11    |                                   | Paul Moldenhauer            | Paul Moldenhauer (1876–1947)          | 23 december 1929            | 20 juni 1930     | DVP                          | Hermann Müller (1928–1930) | Müller II     |
| 11    | DVP                               | Paul Moldenhauer            | Paul Moldenhauer (1876–1947)          | 23 december 1929            | 20 juni 1930     | Heinrich Brüning (1930–1932) | Brüning I                  |               |
| [ 3 ] |                                   | Heinrich Brüning            | Heinrich Brüning (1885–1970)          | 20 juni 1930                | 26 juni 1930     | Heinrich Brüning (1930–1932) | Brüning I                  | DZ            |
| 12    |                                   | Hermann Dietrich            | Hermann Dietrich (1887–1955)          | 26 juni 1930                | 1 juni 1932      | Heinrich Brüning (1930–1932) | Brüning I                  | DStP          |
| 12    | DStP                              | Hermann Dietrich            | Hermann Dietrich (1887–1955)          | 26 juni 1930                | 1 juni 1932      | Heinrich Brüning (1930–1932) | Brüning II                 |               |
| 13    |                                   | Lutz Schwerin von Krosigk   | Lutz Schwerin von Krosigk (1887–1977) | 1 juni 1932                 | 30 januari 1933  | O                            | Franz von Papen (1932)     | Papen         |
| 13    | Kurt von Schleicher (1932–1933)   | Lutz Schwerin von Krosigk   | Lutz Schwerin von Krosigk (1887–1977) | 1 juni 1932                 | 30 januari 1933  | O                            | Schleicher                 |               |

## Rijksminister van Financiën vanNazi-Duitsland(1933–1945)
| Nr. | Rijksminister van Financiën      | Rijksminister van Financiën | Rijksminister van Financiën                | Ambtstermijn    | Ambtstermijn | Partij(en)      | Rijks- kanselier(s)                      | Kabinet(ten) |
| --- | -------------------------------- | --------------------------- | ------------------------------------------ | --------------- | ------------ | --------------- | ---------------------------------------- | ------------ |
| 1   |                                  | Lutz Schwerin von Krosigk   | Graf Lutz Schwerin von Krosigk (1887–1977) | 30 januari 1933 | 23 mei 1945  | O (1933–37)     | Adolf Hitler (1933–1945)                 | Hitler       |
| 1   | .                                | Lutz Schwerin von Krosigk   | Graf Lutz Schwerin von Krosigk (1887–1977) | 30 januari 1933 | 23 mei 1945  | NSDAP (1937–45) | Adolf Hitler (1933–1945)                 | Hitler       |
| 1   |                                  | Lutz Schwerin von Krosigk   | Graf Lutz Schwerin von Krosigk (1887–1977) | 30 januari 1933 | 23 mei 1945  | NSDAP (1937–45) | Joseph Goebbels (1945)                   | Goebbels     |
| 1   | Lutz Schwerin von Krosigk (1945) | Lutz Schwerin von Krosigk   | Graf Lutz Schwerin von Krosigk (1887–1977) | 30 januari 1933 | 23 mei 1945  | NSDAP (1937–45) | Schwerin von Krosigk (Flensburgregering) |              |

## Ministers van Financiën van deDuitse Democratische Republiek(1949–1990)
- 1949-1955: Hans Loch
- 1955-1966: Willy Rumpf
- 1966-1980: Siegfried Böhm
- 1980-1981: Werner Schmieder
- 1981-1989: Ernst Höfner
- 1989-1990: Uta Nickel
- 1990: Walter Romberg
- 1990: Werner Skowron

## Bondsministers van Financiën van deBondsrepubliek Duitsland(1949–heden)
| Nr.    | Bondsminister van Financiën Bundesminister der Finanzen | Bondsminister van Financiën Bundesminister der Finanzen | Bondsminister van Financiën Bundesminister der Finanzen | Ambtstermijn               | Ambtstermijn     | Partij(en)      | Bonds- kanselier(s)              | Kabinet(ten) |
| ------ | ------------------------------------------------------- | ------------------------------------------------------- | ------------------------------------------------------- | -------------------------- | ---------------- | --------------- | -------------------------------- | ------------ |
| 1      |                                                         | Fritz Schäffer                                          | Fritz Schäffer (1888–1967)                              | 15 september 1949          | 29 oktober 1957  | CSU             | Konrad Adenauer (1951–1963)      | Adenauer I   |
| 1      | Adenauer II                                             | Fritz Schäffer                                          | Fritz Schäffer (1888–1967)                              | 15 september 1949          | 29 oktober 1957  | CSU             | Konrad Adenauer (1951–1963)      |              |
| 2      |                                                         | Franz Etzel                                             | Franz Etzel (1902–1970)                                 | 29 oktober 1957            | 14 november 1961 | CDU             | Konrad Adenauer (1951–1963)      | Adenauer III |
| 3      |                                                         |                                                         | Heinz Starke (1911–2001)                                | 14 november 1961           | 19 november 1962 | FDP             | Konrad Adenauer (1951–1963)      | Adenauer IV  |
| 4      | .                                                       | Rolf Dahlgrün                                           | Rolf Dahlgrün (1908–1969)                               | 19 november 1962           | 28 oktober 1966  | FDP             | Konrad Adenauer (1951–1963)      | Adenauer IV  |
| 4      | Adenauer V                                              | Rolf Dahlgrün                                           | Rolf Dahlgrün (1908–1969)                               | 19 november 1962           | 28 oktober 1966  | FDP             | Konrad Adenauer (1951–1963)      |              |
| 4      | Ludwig Erhard (1963–1966)                               | Rolf Dahlgrün                                           | Rolf Dahlgrün (1908–1969)                               | 19 november 1962           | 28 oktober 1966  | FDP             | Erhard I                         |              |
| 4      | Ludwig Erhard (1963–1966)                               | Rolf Dahlgrün                                           | Rolf Dahlgrün (1908–1969)                               | 19 november 1962           | 28 oktober 1966  | FDP             | Erhard II                        |              |
| 5      | Ludwig Erhard (1963–1966)                               |                                                         | Kurt Schmücker                                          | Kurt Schmücker (1919–1996) | 28 oktober 1966  | 1 december 1966 | CDU                              |              |
| 6      |                                                         | Franz Josef Strauß                                      | Franz Josef Strauß (1915–1988)                          | 1 december 1966            | 22 oktober 1969  | CSU             | Kurt Georg Kiesinger (1966–1969) | Kiesinger    |
| 7      |                                                         | Alex Möller                                             | Alex Möller (1903–1985)                                 | 22 oktober 1969            | 13 mei 1971      | SPD             | Willy Brandt (1969–1974)         | Brandt I     |
| 8      |                                                         | Karl Schiller                                           | Karl Schiller (1911–1994)                               | 13 mei 1971                | 7 juli 1972      | SPD             | Willy Brandt (1969–1974)         | Brandt I     |
| 9      |                                                         | Helmut Schmidt                                          | Helmut Schmidt (1918–2015)                              | 7 juli 1972                | 16 mei 1974      | SPD             | Willy Brandt (1969–1974)         | Brandt I     |
| 9      | Brandt II                                               | Helmut Schmidt                                          | Helmut Schmidt (1918–2015)                              | 7 juli 1972                | 16 mei 1974      | SPD             | Willy Brandt (1969–1974)         |              |
| 7      |                                                         | Hans Apel                                               | Hans Apel (1932–2011)                                   | 16 mei 1974                | 16 februari 1978 | SPD             | Helmut Schmidt (1974–1982)       | Schmidt I    |
| 7      | Schmidt II                                              | Hans Apel                                               | Hans Apel (1932–2011)                                   | 16 mei 1974                | 16 februari 1978 | SPD             | Helmut Schmidt (1974–1982)       |              |
| 11     | .                                                       | Hans Matthöfer                                          | Hans Matthöfer (1925–2009)                              | 16 februari 1978           | 28 april 1982    | SPD             | Helmut Schmidt (1974–1982)       |              |
| 11     | Schmidt III                                             | Hans Matthöfer                                          | Hans Matthöfer (1925–2009)                              | 16 februari 1978           | 28 april 1982    | SPD             | Helmut Schmidt (1974–1982)       |              |
| 12     |                                                         | Manfred Lahnstein                                       | Manfred Lahnstein (1937)                                | 28 april 1982              | 1 oktober 1982   | SPD             | Helmut Schmidt (1974–1982)       |              |
| 13     |                                                         | Gerhard Stoltenberg                                     | Gerhard Stoltenberg (1928–2001)                         | 1 oktober 1982             | 21 april 1989    | CDU             | Helmut Kohl (1982–1998)          | Kohl I       |
| 13     | Kohl II                                                 | Gerhard Stoltenberg                                     | Gerhard Stoltenberg (1928–2001)                         | 1 oktober 1982             | 21 april 1989    | CDU             | Helmut Kohl (1982–1998)          |              |
| 13     | Kohl III                                                | Gerhard Stoltenberg                                     | Gerhard Stoltenberg (1928–2001)                         | 1 oktober 1982             | 21 april 1989    | CDU             | Helmut Kohl (1982–1998)          |              |
| 14     | .                                                       | Theo Waigel                                             | Theo Waigel (1939)                                      | 21 april 1989              | 27 oktober 1998  | CSU             | Helmut Kohl (1982–1998)          |              |
| 14     | Kohl IV                                                 | Theo Waigel                                             | Theo Waigel (1939)                                      | 21 april 1989              | 27 oktober 1998  | CSU             | Helmut Kohl (1982–1998)          |              |
| 14     | Kohl V                                                  | Theo Waigel                                             | Theo Waigel (1939)                                      | 21 april 1989              | 27 oktober 1998  | CSU             | Helmut Kohl (1982–1998)          |              |
| 15     |                                                         | Oskar Lafontaine                                        | Oskar Lafontaine (1943)                                 | 27 oktober 1998            | 11 maart 1999    | SPD             | Gerhard Schröder (1998–2005)     | Schröder I   |
| [ 9 ]  |                                                         | Werner Müller                                           | Werner Müller (1946–2019)                               | 11 maart 1999              | 12 april 1999    | O               | Gerhard Schröder (1998–2005)     | Schröder I   |
| 16     |                                                         | Hans Eichel                                             | Hans Eichel (1941)                                      | 12 april 1999              | 22 november 2005 | SPD             | Gerhard Schröder (1998–2005)     | Schröder I   |
| 16     | Schröder II                                             | Hans Eichel                                             | Hans Eichel (1941)                                      | 12 april 1999              | 22 november 2005 | SPD             | Gerhard Schröder (1998–2005)     |              |
| 17     |                                                         | Peer Steinbrück                                         | Peer Steinbrück (1947)                                  | 22 november 2005           | 28 oktober 2009  | SPD             | Angela Merkel (2005–2021)        | Merkel I     |
| 18     |                                                         | Wolfgang Schäuble                                       | Wolfgang Schäuble (1942–2023)                           | 28 oktober 2009            | 24 oktober 2017  | CDU             | Angela Merkel (2005–2021)        | Merkel II    |
| 18     | Merkel III                                              | Wolfgang Schäuble                                       | Wolfgang Schäuble (1942–2023)                           | 28 oktober 2009            | 24 oktober 2017  | CDU             | Angela Merkel (2005–2021)        |              |
| [ 12 ] |                                                         | Peter Altmaier                                          | Peter Altmaier (1958)                                   | 24 oktober 2017            | 14 maart 2018    | CDU             | Angela Merkel (2005–2021)        |              |
| 19     |                                                         | Olaf Scholz                                             | Olaf Scholz (1958)                                      | 14 maart 2018              | 8 december 2021  | SPD             | Angela Merkel (2005–2021)        | Merkel IV    |
| 20     |                                                         | Christian Lindner                                       | Christian Lindner (1979)                                | 8 december 2021            | 7 november 2024  | FDP             | Olaf Scholz (2021–2025)          | Scholz       |
| 21     |                                                         | Jörg Kukies                                             | Jörg Kukies (1968)                                      | 7 november 2024            | 6 mei 2025       | SPD             | Olaf Scholz (2021–2025)          | Scholz       |
| 22     |                                                         | Lars Klingbeil                                          | Lars Klingbeil (1978)                                   | 6 mei 2025                 | heden            | SPD             | Friedrich Merz (2025–heden)      | Merz         |